# Ženski Fudbalski Klub Dragon 2014
Lo Ženski Fudbalski Klub Dragon 2014, noto come ŽFK Dragon 2014 (in caratteri cirillici ЖФК Драгон 2014), è una squadra di calcio femminile macedone con sede a Skopje.

## Storia
Fondata nel 2014, al suo primo anno di attività viene iscritta direttamente alla 1. liga Ženi, massimo livello del locale campionato di categoria, conquistando subito campionato, vincendo tutti i 18 incontri del torneo, e Coppa.
Grazie a questi risultati rappresenta la federazione calcistica della Macedonia del Nord all'edizione 2015-2016 della UEFA Women's Champions League, uscendo subito dal torneo alla fase preliminare travolto dalla diversa caratura tecnica delle avversarie.

## Palmarès
- Campionato macedone: 2

2014-2015, 2015-2016
- Coppa della Macedonia del Nord: 1

2014-2015

## Statistiche

### Risultati nelle competizioni UEFA
| Stagione | Competizione     | Fase                     | Avversario               | Risultato | Risultato | Risultato |
| Stagione | Competizione     | Fase                     | Avversario               | andata    | ritorno   | aggregato |
| -------- | ---------------- | ------------------------ | ------------------------ | --------- | --------- | --------- |
| 2015-16  | Champions League | gironi di qualificazione | NSA Sofia                | 0-6       | 0-6       | 0-6       |
| 2015-16  | Champions League | gironi di qualificazione | PAOK Salonicco           | 0-10      | 0-10      | 0-10      |
| 2015-16  | Champions League | gironi di qualificazione | Glentoran Belfast United | 0-2       | 0-2       | 0-2       |
| 2016-17  | Champions League | gironi di qualificazione | Osijek                   | 1-14      | 1-14      | 1-14      |
| 2016-17  | Champions League | gironi di qualificazione | Standard Liegi           | 0-11      | 0-11      | 0-11      |
| 2016-17  | Champions League | gironi di qualificazione | Minsk                    | 0-9       | 0-9       | 0-9       |

## Organico

### Rosa 2016-2017
Rosa e numeri come da sito UEFA.
| N. |                               | Ruolo | Calciatrice         |
| -- | ----------------------------- | ----- | ------------------- |
| 2  | Macedonia del Nord (bandiera) | D     | Monika Todorovska   |
| 3  | Macedonia del Nord (bandiera) | C     | Nikolina Trajkovska |
| 4  | Macedonia del Nord (bandiera) | D     | Ana Veselinova      |
| 5  | Macedonia del Nord (bandiera) | D     | Dragana Kostova     |
| 6  | Macedonia del Nord (bandiera) | D     | Stankica Atanasova  |
| 7  | Macedonia del Nord (bandiera) | C     | Lence Andreevska    |
| 9  | Macedonia del Nord (bandiera) | C     | Sara Husein         |
| 10 | Macedonia del Nord (bandiera) | C     | Marjana Naceva      |
| 11 | Macedonia del Nord (bandiera) | D     | Angela Stojkovska   |

| N. |                               | Ruolo | Calciatrice        |
| -- | ----------------------------- | ----- | ------------------ |
| 12 | Macedonia del Nord (bandiera) | P     | Sara Kolarovska    |
| 14 | Macedonia del Nord (bandiera) | C     | Rabija Dervishi    |
| 15 | Macedonia del Nord (bandiera) | D     | Emi Simonovska     |
| 17 | Macedonia del Nord (bandiera) | D     | Maja Angelovska    |
| 19 | Macedonia del Nord (bandiera) | A     | Simona Jankulovska |
| 21 | Macedonia del Nord (bandiera) | C     | Naksie Krivanjeva  |
| 22 | Serbia (bandiera)             | A     | Stefana Bitević    |
| 23 | Macedonia del Nord (bandiera) | C     | Kalina Trpeska     |
| 25 | Macedonia del Nord (bandiera) | P     | Olgica Arsova      |